# Zoran Vrkić
Zoran Vrkić (Rijeka, 16. kolovoza 1987.) je hrvatski profesionalni košarkaš. Igra na poziciji krila, a trenutačno je član CB Bilbao Berria
Karijeru je započeo 2007. u Šibeniku. S njima je potpisao dvogodišnji ugovor, koji je vrijedio do 2009. U ljeto 2008. uz minimalnu odštetu Šibeniku postao je članom Splita. Nakon dvije godina u Splitu, napravio je veći korak postajuši članom Union Olimpije u Ljubljani.

## Vanjske poveznice
- Profil na NLB.com